# یواس‌اس هازارد (ای‌ام-۲۴۰)
یواس‌اس هازارد (ای‌ام-۲۴۰) (به انگلیسی: USS Hazard (AM-240)) یک کشتی است که طول آن ۱۸۴ فوت ۶ اینچ (۵۶٫۲۴ متر) می‌باشد. این کشتی در سال ۱۹۴۴ ساخته شد.